# フランス国家警察介入部隊

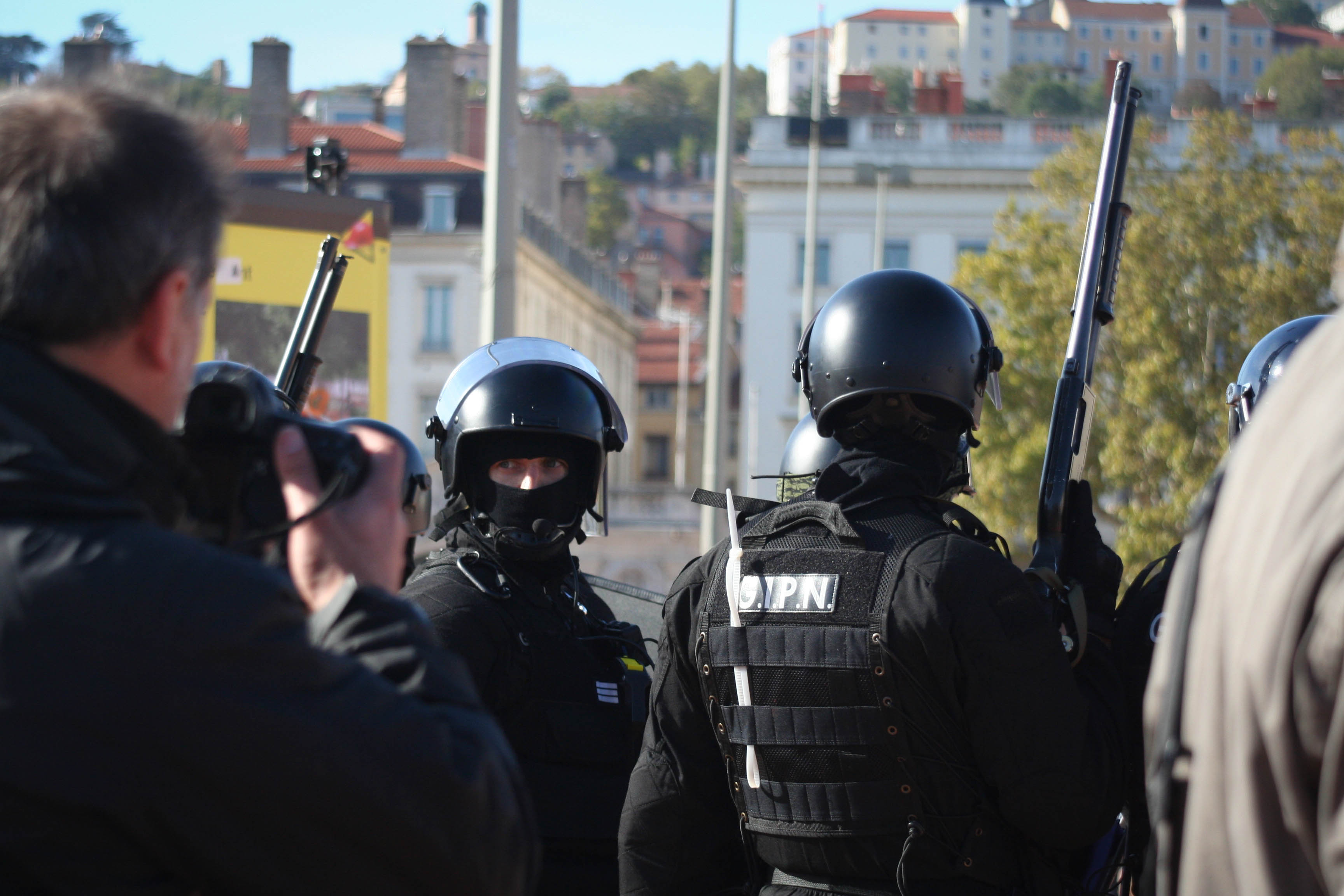
GIPNの隊員

国家警察介入部隊（こっかけいさつかいにゅうぶたい、フランス語: Groupement d'Intervention de la Police Nationale, GIPN）は、フランス国家警察の特殊部隊。

## 来歴
1972年9月に西ドイツで発生したミュンヘンオリンピック事件は、隣国フランスにおいても、大きな衝撃として受け止められた。レイモン・マルスラン内務大臣は、当時の内務省にはこの種の事案に対応する能力に欠けていると結論せざるをえなかった。またこの時期には、1969年にジロンド県セスタで発生した人質事件、そして1971年のボンタンとビュッフェ事件のように、フランス国内でも人質事件が多発し、警察の対応が課題になっていた。
このことから、公共安全中央局（DCSP）が編成に着手したのがGIPNである。同年10月27日、まずマルセイユで、ジョルジュ・グエン・ヴァン・ロック警視監の指揮下に1個隊が設置された。その後、1985年までに7個隊が編成されたほか、1992年・1993年には、海外県・海外領土に3個隊が追加編成され、計10隊が整備された。

## 編制
上記の経緯より、フランス本土に7個隊、海外県・海外領土に3個隊の計10個隊の体制をとっていた。その後、2015年4月に国内の7個隊は廃止され、海外の3個隊のみが存続することになった。
- フランス本土
  - リール - 16名
  - ストラスブール - 16名
  - リヨン - 24名
  - ニース - 16名
  - マルセイユ - 16名
  - ボルドー - 16名
  - レンヌ - 16名
- 海外県・海外領土
  - ヌーベルカレドニー - 16名
  - レユニオン - 16名
  - ポワンタピートル

### 人材
GIPNは、フランス国家警察の警察官から選抜され、セミオートマチック・ピストル、サブマシンガン、アサルトライフル、狙撃用ライフル、各種突入用機材など、様々な装備を保有している。
DCSPのもと、サン・マロまたはニースにあるDFPNの施設において心理学者の協力を得て約1年間におよぶ選抜訓練が実施される。
志願者の資格は国家警察官で35歳以下、最低5年間に勤務に従事でき保安条項を満たしていることが条件となる。
約50名程度に絞られた志願者達は第一週から一連の選抜試験を開始し面接、性格検査、戦闘能力、閉所恐怖症、めまい、水泳、障害走などの検査や試験を行なう。この第一週の終わりに不適格者は排除され、残った志願者は4日後に知能試験を始める。これらの選抜試験が終わる頃には志願者の数は約20名程度となりこの時点からGIPNの基礎訓練を履修して各部隊に配属される。

### 装備
- ベレッタM92F
- グロック17および26
- SIG SAUER P226およびP228
- SP2022
- S&W M686
- マニューリン MR 73
- H&K MP5A3およびSD6,クルツ
- H&K G36KおよびG36C
- SIG SG551および552コマンドー
- PGM ウルティマラティオ（英語版）
- ステアー SSG（英語版）
- SIG BLASER R93
- ティッカ T3（ドイツ語版）
- ケブラー製ボディアーマーとヘルメットおよび防弾シールド（カテゴリー2、3、4または5）

## 運用史
GIPNは、国家警察総局（DGPN）の指令に応じて全国に展開可能ではあったが、基本的にはそれぞれの拠点近傍の事件に対応していた。GIPNでは対応困難な事案に対しては、やはりミュンヘンオリンピック事件を受けてパリ警視庁が設置したコマンド対策部隊（BRI-BAC）が投入されていたが、これは捜査介入部隊（BRI）を基幹とした集成部隊であり、人質救出作戦・対テロ作戦に専従する人員ではなかったことから、出動が重なると通常業務に支障をきたすおそれがあったほか、パリ警視庁の部隊であるためにDGPNの指揮下にはなく、パリ圏外への投入には、その都度、内務大臣からの命令を受ける必要があった。
このことから、1985年にはDGPN直属の特殊部隊として特別介入部隊（RAID）が創設された。これにより、DGPNの指揮下に2系統の特殊部隊が併存することになったことから、1995年8月4日に内務大臣令によってGIPNの運用方針が確立され、組織、交戦規定、管轄区域、任務、行動原則、活動の実施、活動調整が明白化された。2009年12月1日には国家警察介入総隊（FIPN）が創設され、GIPNの作戦指揮はRAIDやBRI-BACと統合されることになった。その後、2015年4月に国内の7個隊はRAIDに統合・廃止され、海外の3個隊のみが存続することになった。